# チップス 白バイ野郎ジョン&パンチ再起動!?
『チップス 白バイ野郎ジョン&パンチ再起動!?』（チップス しろバイやろうジョンアンドパンチさいきどう、CHiPs）は、2017年にアメリカ合衆国で公開されたアクション映画。監督・主演はダックス・シェパードが務めた。本作は1977年から1983年にかけてABCで放送されたテレビドラマ『白バイ野郎ジョン&パンチ』をリブートして映画化した作品である。

## 概略
原作の「白バイ野郎ジョン&パンチ」とは違い、カリフォルニア・ハイウェイ・パトロール（CHP）の制作協力を得られなかった。日本国内で劇場公開されなかったが、Amazonなどでの配信が行われている。

## あらすじ
ジョン・ベイカーはフリースタイルモトクロスの選手として活躍していたが、足を痛めたために引退を余儀なくされた。失意の日々を送っていたジョンだったが、厳しい訓練の果てにカリフォルニア・ハイウェイ・パトロールの一員として新たな人生を踏み出すことになった。CHPにはパンチというニックネームの警察官も所属していたが、彼は内偵中のFBI捜査官であった。パンチはCHP内の汚職を捜査するためにFBIから派遣されてきたのである。パンチとタッグを込むことになったジョンは、図らずも警察組織内の汚職と対峙することになった。

## キャスト
- ダックス・シェパード - ジョン・ベイカー　モトクロス選手を経て新人白バイ警官になった主人公の1人、むち打ち持ちの上に長年の選手時代に負った骨折を含む多数の古傷で雨の日には動けなくなることもしばしば。しかし元モトクロス選手だけあってバイクの運転技能はCHP内で群を抜いている上にバイク関連の知識も豊富で意外と物事に対する洞察力も高い。但し射撃の腕は眼前の動かない犯人に対し1発も当てられないほど酷い腕
- マイケル・ペーニャ - フランク・"パンチ"・パンチョレロことカスティーリョFBI捜査官。潜入捜査を行う捜査官で車両の運転技能も高い、射撃の腕は平均的。しかし女癖が悪いため、この事がプラスにもマイナスにも働くことも少なくない。犯行の手口や犯人の心理を読む能力は捜査官だけあって意外とある
- ヴィンセント・ドノフリオ - レイ・カーツ警部補　悪事に手を染めている汚職警官、美術品や現金を積んだ輸送車を立場を利用し襲撃させている
- イザイア・ウィットロック・Jr - ペーターソン、パンチのFBIでの上司。トラブルメーカーのパンチに手を焼いているが、何だかんだでパンチの事を信頼している
- アダム・ブロディ - クレイ・アレン、パンチのFBIでの相棒。しかしライバル意識が高く事あるごとにパンチに対抗心を燃やし事件捜査で出しゃばる事も少なくない。そして不幸なことにパンチが放った流れ弾や犯人を貫通した銃弾が二回も当たってしまう。捜査官としては新たな手掛かりも見つけるなどそこそこ有能
- ローサ・サラザール - エヴァ・ペレス
- クリステン・ベル - カレン・ベイカー、ジョンの別居中の妻。完全にジョンに愛想をつかし新たな交際相手と同棲中。ジョンはカレンを未練があって諦めきれてないと話すがパンチは未練ではなく過去の栄光の一部として彼女を見ているのではと言われてから自覚する
- ジェシカ・マクナミー - リンゼイ・テイラー、新人警察官
- ヴィダ・グエラ - アン
- ジェーン・カツマレク - ジェーン・リンデル、ジョンとパンチの上司
- ジャスティン・チャットウィン - レイモンド・リード・カーツ・Jr、カーツ警部補の息子。薬物依存症。ジョンと同様元モトクロスバイク選手でお互い直接面識はなかったものの互いにライバルとして見ていた。ジョンはジャスティンの本名を知らず。レースには芸名で出ていた
- ライアン・ハンセン - ブライアン・グリーヴス、カーツ警部補の甥、CHP隊員。勤務初日のジョンに気さくに話しかけてくる
- マーヤ・ルドルフ - ゲイル・ヘルナンデス、警察学校の巡査部長
- ベン・ファルコーン - 警察官
- リチャード・T・ジョーンズ - パリッシュ、ヘリコプターのパイロット
- メガリン・エキカンウォーク - パトリシア・アーリー
- アダム・ロドリゲス - シェイマス
- デヴィッド・ケックナー - パット、警察学校の教官
- エド・ベグリー・ジュニア - 運転手
- メイ・ホイットマン - ビービー
- ジョシュ・デュアメル - リック、カレンの恋人
- エリック・エストラーダ - 救急隊員

## 製作
2014年9月2日、ワーナー・ブラザース映画は『白バイ野郎ジョン&パンチ』を映画としてリブートすると発表した。同日、ダックス・シェパードが監督・脚本・製作総指揮・主演の4役を兼任し、マイケル・ペーニャがパンチを演じることも明かされた。2015年3月、ヴィンセント・ドノフリオが本作に出演するとの報道があった。8月、カリフォルニア・フィルム・コミッションが本作の製作費に対し510万ドルの税額控除を行うと発表した。9月16日、アダム・ブロディの出演が決まった。18日、アンドリュー・パナイとラヴィ・メータがプロデューサーに起用され、クリステン・ベルがカレン・ベイカー役に起用されたとの報道があった。10月、ジェシカ・マクナミーが新人警察官役に起用されたと報じられた。11月、ジェーン・カツマレクの出演が決まった。2016年3月、ライアン・ハンセンが本作に出演すると報じられた。
2015年10月21日、本作の主要撮影がカリフォルニア州ロサンゼルスで始まった。

## 公開
当初、本作は2017年8月11日に全米公開される予定だったが、後に公開日は同年3月24日へと前倒しされた。

## 興行収入
本作は『パワーレンジャー』、『ライフ』、『ウィルソン』と同じ週に公開され、1000万ドル前後を稼ぎ出すと予想されたが、実際の数字はそれを下回るものとなった。2017年3月24日、本作は2464館で封切られ、公開初週末に772万ドルを稼ぎ出し、週末興行収入ランキング初登場7位となった。

## 評価
本作は批評家から酷評されている。映画批評集積サイトのRotten Tomatoesには96件のレビューがあり、批評家支持率は16%、平均点は10点満点で3.6点となっている。サイト側による批評家の見解の要約は「『チップス 白バイ野郎ジョン&パンチ再起動!?』は原作の愛すべき無垢さを無視し、攻撃的かつ凡庸なギャグを連発するための素材として原作の諸要素を使っている。しかも、そのギャグは冴えていない。」となっている。また、Metacriticには26件のレビューがあり、加重平均値は28/100となっている。なお、本作のCinemaScoreはB-となっている。
『バラエティ』のオーウェン・グレイバーマンは「『チップス 白バイ野郎ジョン&パンチ再起動!?』は『21ジャンプストリート』や『22ジャンプストリート』のような作品になろうとしていたのだろうし、そうなるべきでもあった。後者2作品―ニヒリスティックで、勢い任せなバーレスク―を監督したフィル・ロード&クリス・ミラーはコメディをサスペンスに、スリラー要素を不条理劇に変える術を知っていた。それに対し、ダックス・シェパードは大げさなジョークを平凡な出来のストーリーやバイクアクションに絡めただけである。ありふれた題材を使用することに固執することで、シェパードはアクション・コメディ映画の神に忠節を示したかのようである。」と批判している。